# Dieter Kottysch
Dieter Kottysch (ur. 30 czerwca 1943 w Gliwicach, zm. 9 kwietnia 2017 w Hamburgu) – zachodnioniemiecki bokser, mistrz olimpijski z 1972.
Dwukrotnie startował na igrzyskach olimpijskich. Na letnich igrzyskach olimpijskich w 1968 w Meksyku odpadł w drugim pojedynku w wadze półśredniej (do 67 kg). Natomiast na letnich igrzyskach olimpijskich w 1972 w Monachium zdobył złoty medal w wadze lekkośredniej (do 71 kg), wygrywając w finale z Wiesławem Rudkowskim stosunkiem 3:2.
Na mistrzostwach Europy w 1967 w Rzymie przegrał pierwszą walkę w kategorii półśredniej z późniejszym mistrzem Bohumilem Němečkiem z Czechosłowacji. Na mistrzostwach Europy w 1971 w Madrycie odpadł w ćwierćfinale wagi lekkośredniej.
Kottysch był mistrzem RFN w wadze półśredniej w latach 1964-1968 oraz w wadze lekkośredniej w 1972. Nie przeszedł na zawodowstwo.